# Seven Mile Ford
Seven Mile Ford est une census-designated place située dans le comté de Smyth, dans l’État de Virginie, aux États-Unis. Lors du recensement de 2020, elle comptait 664 habitants.